# Esztergom
Esztergom là một thị trấn ở Hungary với dân số khoảng 31.000 người. Thị trấn nằm trong vùng đồi Pilis. Trong thời kỳ La Mã, đô thị này có tên Solva.